# Christian Nielsen (fodboldspiller)
 For alternative betydninger, se Christian Nielsen. (Se også artikler, som begynder med Christian Nielsen)
Christian Nielsen med kælenavnet Krølle (født 24. marts 1985) er en dansk tidligere professionel fodboldspiller
Han kom til FC Nordsjælland fra Herfølge BK den 1. juli 2007.